# Saison 1948-1949 de l'AS Saint-Étienne
Chronologie
Saison précédente Saison suivante
Cet article fournit diverses informations sur la saison 1948-1949 de l'AS Saint-Étienne, un club de football français basé à Saint-Étienne (Loire).

## Résumé de la saison
- Saison de transition avec peu de départs et quelques arrivées lors de cette intersaison
- On peut relever la belle victoire acquise sur le terrain de Reims, futur champion de France. Il y aura aussi quelques grosses défaites (0-5 à Lille, 1-5 à Toulouse, 0-4 contre Montpellier) et quelques belles victoires  (4-1 contre Marseille, 4-1 au Red Star, 5-1 contre Strasbourg ou 6-0 contre Roubaix-Tourcoing)
- Pas de changement au sein de la direction :  Maître Perroudon est toujours président, tandis qu’Ignace Tax est toujours entraîneur

## Équipe professionnelle

### Transferts
Sont considérés comme arrivées, des joueurs n’ayant pas joué avec l’équipe 1 la saison précédente.
| Nom             | Nationalité | Poste     | Transfert | Provenance/Destination | Division |
| --------------- | ----------- | --------- | --------- | ---------------------- | -------- |
| Arrivées        |             |           |           |                        |          |
| Armand D'Hondt  |             | Milieu    | Transfert | Angoulême              | -        |
| Pablo Rodriguez |             | Milieu    | -         | -                      | -        |
| Léon Alpsteg    |             | Attaquant | -         | -                      | -        |
| Départs         |             |           |           |                        |          |
| Karel Finek     |             | Gardien   | -         | -                      | -        |
| Kader Firoud    |             | Milieu    | -         | -                      | -        |

### Championnat

#### Matchs allers
| Date       | N o | Adversaire              | Lieu | Résultat | Buteurs pour Saint-Étienne                             | Points | Classement |
| ---------- | --- | ----------------------- | ---- | -------- | ------------------------------------------------------ | ------ | ---------- |
| 22/08/1948 | J01 | Stade de Reims          | Dom. | 2 - 3    | Alpsteg R 42e (pen.), Cuissard 76e                     | 0      | 11         |
| 29/08/1948 | J02 | Lille OSC               | Ext. | 5 - 0    | -                                                      | 0      | 17         |
| 04/09/1948 | J03 | Stade français-Red Star | Dom. | 2 - 2    | Cuissard 23e 83e                                       | 1      | 17         |
| 09/09/1948 | J04 | FC Metz                 | Ext. | 2 - 0    | -                                                      | 1      | 18         |
| 12/09/1948 | J05 | Toulouse FC             | Dom. | 4 - 2    | Cuissard 1re, Rodriguez 39e 69e, Huguet 83e            | 3      | 15         |
| 19/09/1948 | J06 | AS Cannes               | Dom. | 3 - 1    | Lauer 60e , Cuissard 61e, Rodriguez 87e                | 5      | 11         |
| 23/09/1948 | J07 | RC Strasbourg           | Ext. | 1 - 2    | Lauer 44e, D’hondt 82e                                 | 7      | 12         |
| 26/09/1948 | J08 | SO Montpellier          | Ext. | 2 - 2    | Lauer 43e, Rodriguez 48e                               | 8      | 11         |
| 03/10/1948 | J09 | Olympique de Marseille  | Dom. | 4 - 1    | Rodriguez 35e 42e, Alpsteg R 38e (pen.), Jankowski 85e | 10     | 10         |
| 07/10/1948 | J10 | Stade rennais UC        | Ext. | 1 - 3    | Rodriguez 68e, D’Hondt 71e, Cuissard 89e               | 12     | 8          |
| 10/10/1948 | J11 | OGC Nice                | Dom. | 2 - 0    | Alpsteg R 3e, Cuissard 73e                             | 14     | 6          |
| 24/10/1948 | J12 | RC Paris                | Dom. | 3 - 3    | Calligaris 55e, Rodriguez 65e, Cuissard 70e            | 15     | 6          |
| 31/10/1948 | J13 | CO Roubaix-Tourcoing    | Ext. | 2 - 2    | Cuissard 21e 46e                                       | 16     | 6          |
| 07/11/1948 | J14 | FC Sochaux              | Dom. | 1 - 1    | Alpsteg R 28e (pen.)                                   | 17     | 7          |
| 11/11/1948 | J16 | FC Sète                 | Ext. | 1 – 1    | Rodriguez 19e                                          | 18     | 4          |
| 14/11/1948 | J15 | FC Nancy                | Ext. | 4 - 2    | Rodriguez 21e 44e                                      | 18     | 6          |
| 28/11/1948 | J17 | SR Colmar               | Dom. | 5 - 2    | Alpsteg R 8e, Lauer 19e 37e 67e, Rodriguez 57e         | 20     | 6          |

#### Matchs retours
| Date       | N o | Adversaire              | Lieu | Résultat | Buteurs pour Saint-Étienne                                       | Points | Classement |
| ---------- | --- | ----------------------- | ---- | -------- | ---------------------------------------------------------------- | ------ | ---------- |
| 05/12/1948 | J18 | Stade de Reims          | Ext. | 2 - 3    | Calligaris 8e, Cuissard 39e, Alpsteg R 48e                       | 22     | 6          |
| 19/12/1948 | J19 | Lille OSC               | Dom. | 2 - 2    | Calligaris 82e 87e                                               | 23     | 6          |
| 25/12/1948 | J20 | Stade français-Red Star | Ext. | 4 - 1    | Rodriguez 17e                                                    | 23     | 6          |
| 02/01/1949 | J21 | FC Metz                 | Dom. | 3 - 1    | Alpsteg R 20e 27e, Alpsteg L 53e                                 | 25     | 6          |
| 16/01/1949 | J22 | Toulouse FC             | Ext. | 5 - 1    | Alpsteg L. 80e                                                   | 25     | 6          |
| 23/01/1949 | J23 | RC Strasbourg           | Dom. | 5 - 1    | Lauer 9e, Vernay 12e, Alpsteg R 25e, Heine 53e (csc)             | 27     | 6          |
| 06/02/1949 | J24 | AS Cannes               | Ext. | 1 - 0    | -                                                                | 27     | 6          |
| 13/02/1949 | J25 | SO Montpellier          | Dom. | 0 - 4    | -                                                                | 27     | 7          |
| 20/02/1949 | J26 | Olympique de Marseille  | Ext. | 6 - 1    | Alpsteg R 62e                                                    | 27     | 8          |
| 06/03/1949 | J27 | CO Roubaix-Tourcoing    | Dom. | 6 - 0    | Alpsteg R. 22e, Alpsteg L. 31e 38e, Lauer 32e 41e, Rodriguez 79e | 29     | 8          |
| 13/03/1949 | J28 | RC Paris                | Ext. | 1 - 2    | Alpsteg R 48e 72e                                                | 31     | 7          |
| 27/03/1949 | J29 | FC Nancy                | Dom. | 4 - 1    | Cuissard 29e, Rodriguez 57e 82e, Alpsteg R. 87e                  | 33     | 5          |
| 14/04/1949 | J30 | FC Sochaux              | Ext. | 6 - 0    | -                                                                | 33     | 8          |
| 17/04/1949 | J31 | Stade rennais UC        | Dom. | 1 - 1    | Rodriguez 41e                                                    | 34     | 7          |
| 01/05/1949 | J32 | OGC Nice                | Ext. | 1 - 0    | -                                                                | 34     | 8          |
| 15/05/1949 | J33 | FC Sète                 | Dom. | 0 - 0    | -                                                                | 35     | 7          |
| 29/05/1949 | J34 | SR Colmar               | Ext. | 3 - 1    | Cuissard 62e                                                     | 35     | 8          |

#### Classement final
| Rang | Équipe                   | Pts | J  | G  | N  | P  | Bp  | Bc | GA    |
| ---- | ------------------------ | --- | -- | -- | -- | -- | --- | -- | ----- |
| 1    | Stade de Reims           | 48  | 34 | 22 | 4  | 8  | 90  | 54 | 1,667 |
| 2    | Lille OSC                | 47  | 34 | 21 | 5  | 8  | 102 | 40 | 2,55  |
| 3    | Olympique de Marseille T | 42  | 34 | 18 | 6  | 10 | 95  | 58 | 1,638 |
| 4    | Stade rennais UC         | 41  | 34 | 16 | 9  | 9  | 61  | 49 | 1,245 |
| 5    | FC Sochaux               | 38  | 34 | 16 | 6  | 12 | 74  | 52 | 1,423 |
| 6    | RC Paris C               | 36  | 34 | 14 | 8  | 12 | 71  | 56 | 1,268 |
| 7    | OGC Nice P               | 36  | 34 | 13 | 10 | 11 | 60  | 58 | 1,034 |
| 8    | AS Saint-Étienne         | 35  | 34 | 13 | 9  | 12 | 68  | 72 | 0,944 |
| 9    | Toulouse FC              | 34  | 34 | 16 | 2  | 16 | 56  | 53 | 1,057 |
| 10   | Stade français-Red Star  | 32  | 34 | 10 | 12 | 12 | 59  | 72 | 0,819 |
| 11   | SR Colmar P              | 31  | 34 | 12 | 7  | 15 | 61  | 78 | 0,782 |
| 12   | SO Montpellier           | 29  | 34 | 12 | 5  | 17 | 57  | 71 | 0,803 |
| 13   | CO Roubaix-Tourcoing     | 29  | 34 | 11 | 7  | 16 | 55  | 89 | 0,618 |
| 14   | FC Sète                  | 29  | 34 | 10 | 9  | 15 | 34  | 58 | 0,586 |
| 15   | FC Nancy                 | 28  | 34 | 11 | 6  | 17 | 53  | 69 | 0,768 |
| 16   | FC Metz                  | 26  | 34 | 10 | 6  | 18 | 60  | 79 | 0,759 |
| 17   | RC Strasbourg            | 26  | 34 | 10 | 6  | 18 | 40  | 68 | 0,588 |
| 18   | AS Cannes                | 25  | 34 | 10 | 5  | 19 | 42  | 62 | 0,677 |

Victoire à 2 points
Résultat
- Champion de France 1948-1949, qualifié pour la Coupe Latine
- Vice-champion de France 1948-1949

Relégation
- 11e et 18e : relégation en Division 2

Abréviations
T : Tenant du titre

C : Vainqueur de la Coupe de France 1948-49

P : Promus de Division 2
- En cas d'égalité entre deux clubs, le premier critère de départage est la moyenne de buts.
- Les SR Colmar abandonnent le statut professionnel au terme de la saison. Le RC Strasbourg, 17e, est donc repêché et reste en D1.
- Montent en D1 : RC Lens, FC Girondins de Bordeaux

### Coupe de France

#### Tableau récapitulatif des matchs
| Date       | N o              | Adversaire   | Lieu | Résultat | Buteurs pour Saint-Étienne                        | Suite                               |
| ---------- | ---------------- | ------------ | ---- | -------- | ------------------------------------------------- | ----------------------------------- |
| 21/11/1948 | 4e tour          | Gannat       | -    | 9 - 2    | Alpsteg R. , Remy , Lauer ,Rodriguez              | Qualifiés pour le 5e tour           |
| 12/12/1948 | 5e tour          | Montluçon    | -    | 2 - 1    | Alpsteg R. , Calligaris                           | Qualifiés pour les 32èmes de finale |
| 09/01/1949 | 32èmes de finale | Saint-Dizier | -    | 8 - 1    | Lauer , Alpsteg L. , Alpsteg , Cuissard , D'Hondt | Qualifiés pour les 16èmes de finale |
| 30/01/1949 | 16èmes de finale | Nîmes        | -    | 1 - 2    | Cuissard                                          | Éliminés                            |

### Statistiques

#### Buteurs
| Place | Nom                | Division 1 | Coupe de France | TOTAL des BUTS |
| 1     | René Alpsteg       | 14 buts    | 7 buts          | 21 buts        |
| 2     | Antoine Rodriguez  | 17 buts    | 1 but           | 18 buts        |
| 3     | Antoine Cuissard   | 13 buts    | 2 buts          | 15 buts        |
| 4     | Jean Lauer         | 10 buts    | 4 buts          | 14 buts        |
| 5     | Léon Alpsteg       | 4 buts     | 2 buts          | 6 buts         |
| 6     | André Calligaris   | 4 buts     | 1 but           | 5 buts         |
| 7     | Armand D'Hondt     | 2 buts     | 1 but           | 3 buts         |
| 8     | Emile Rémy         | -          | 2 buts          | 2 buts         |
| 9     | Guy Huguet         | 1 but      | -               | 1 but          |
| 9     | Louis Vernay       | 1 but      | -               | 1 but          |
| 9     | Miroslav Jankowski | 1 but      | -               | 1 but          |
| Total | 10 buteurs         | 66 buts    | 20 buts         | 86 buts        |

Date de mise à jour : le 19 décembre 2014.

#### Affluences
Affluence de l'AS Saint-Étienne à domicile

### Équipe de France
2 Stéphanois aura les honneurs de l’Équipe de France cette année Guy Huguet et Antoine Cuissard qui auront chacun respectivement 1 et 4 sélections en Équipe de France cette saison-là.
| Joueurs          | Position  | Date       | Lieu      | Adversaire | Score | Temps de jeu | Buts |
| Guy Huguet       | Défenseur | 17.10.1948 | Colombes  | Belgique   | 3 - 3 | 90           | -    |
| Antoine Cuissard | Milieu    | 17.10.1948 | Colombes  | Belgique   | 3 - 3 | 41           | -    |
| Antoine Cuissard | Milieu    | 23.04.1949 | Rotterdam | Pays-Bas   | 4 - 1 | 90           | -    |
| Antoine Cuissard | Milieu    | 27.04.1949 | Glasgow   | Ecosse     | 0 - 2 | 90           | -    |
| Antoine Cuissard | Milieu    | 22.05.1949 | Colombes  | Angleterre | 1 - 3 | 90           | -    |